# Birr (moneda)
El birr (nom amhàric) és la unitat monetària oficial d'Etiòpia. Es divideix en 100 cèntims (en amhàric santim, derivat del francès centime). El codi ISO 4217 és ETB. Introduït el 1945, el birr sovint fou anomenat internacionalment "dòlar etiòpic", nom que es va deixar d'utilitzar definitivament el 1976, en què es va conservar el nom etíop que havia tingut sempre, birr, que en amhàric vol dir "argent". Emès pel Banc Nacional d'Etiòpia (Ya'Ityopy Behérwi Bnk), en circulen monedes d'1, 5, 10, 25 i 50 santim i bitllets d'1, 5, 10, 50 i 100 birr.

## Monedes usades prèviament
La primera moneda nacional d'Etiòpia fou el talari o "tàler de Menelik", emès per primera vegada el 1894, si bé durant els segles xviii i xix s'hi usaven també els tàlers de Maria Teresa i uns terrossos de sal anomenats amole. El 1934, les forces ocupants italianes van imposar-hi la Lira de l'Àfrica Oriental com a moneda d'ús legal fins que en foren expulsats el 1942.